# Мартина Видаич
Мартина Видаич (на английски: Martina Vidaić) е хърватска университетска преподавателка, поетеса и писателка на произведения в жанра лирика и социална драма.

## Биография и творчество
Родена е на 19 февруари 1986 г. в Задар, Хърватия, по това време в пределите на Социалистическа федеративна република Югославия. Завършва хърватски език и литература в Задарския университет. След дипломирането си преподава същата специалност в университета.
През 2011 г. печели наградата „Горан“ за млади поети до 30-годишна възраст за ръкописа на първия си поетичен сборник „Ерата на влечугите“ (''Era gmazova), издаден по-късно същата година. През 2016 г. е издадена втората ѝ книга с поезия – „Тъмният човек Биргер“ (Tamni čovjek Birger) – номинирана за наградата „Янко Полич Камов“.
Стиховете ѝ са преведени на английски, македонски, румънски, италиански, унгарски, словенски, немски и словашки език. Те са публикувани и в антологията за млада поезия „Хърватска млада лирика 2014“ (Hrvatska mlada lirika 2014), в хърватско-румънската антология за млада поезия „Ритуалът на щастливия човек – 18 млади хърватски поети“ (Ritualul omului fericit – 18 poeti croati tineri), както и в литературните списания „Кворум“, „Връзки“, „Сараевски тетрадки“, „Задарски преглед“ и др. От 2015 г. участва в международния проект „Версополис“, който обединява единайсет престижни поетични фестивала с цел популяризиране на обещаващи европейски поети чрез превод и гостуване.
През 2019 г. получава възстановената награда „Иван Горан Ковачич“ за стихосбирката си „Механика на цветния прашец“ (Mehanika peluda). Следващата ѝ стихосбирка „Площад, пазар, нож“ (Trg, tržnica, nož) е удостоена с наградата „Янко Полич Камов“.
Освен поезия Видаич пише и проза. През 2019 г. е издаден първият ѝ роман „Анатомия на плъха“ (Anatomija štakora), последван през 2021 г. от отличения с наградата за литература на Европейския съюз „Дървеници“ (Stjenice). Той представя историята на млада архитектка, която губи съпруга си при автомобилна катастрофа. Виждайки няколко петънца кръв по кожата си, тя решава, че в апартамента ѝ има дървеници, запалва свещи, излиза от жилището си и тръгва да скита. И това става едно пътуване назад към самата себе си, към семейството си.
Мартина Видаич живее в Задар.

## Произведения

### Поезия
- Era gmazova (2011, електронно издание 2017) – награда „Горан“ за млади поети[7]
- Tamni čovjek Birger (2016)
- Mehanika peluda (2018) – награда „Иван Горан Ковачич“[8]
- Trg, tržnica, nož (2021) – награда „Янко Полич Камов“[9][10]

### Самостоятелни романи
- Anatomija štakora (2019)[7]
- Stjenice (2021) – награда за литература на ЕС[6]